# کوئینزلند مرکزی
کوئینزلند مرکزی (به انگلیسی: Central Queensland) یک منطقه در استرالیا است که در کوئینزلند واقع شده‌است. مدار رأس‌الجدی از این منطقه می گذرد